# Evanta (luna)
Evánta (starogrško Ευάνθη, Euánte) je Jupitrov naravni satelit. Spada med  nepravilne lune z retrogradnim gibanjem. Je članica Anankine skupine Jupitrovih lun, ki krožijo okoli Jupitra v razdalji od 19,3 do 22,7 Gm in imajo naklon tira okoli 150°. 
Luno Euanto je leta 2001 odkrila skupina astronomov, ki jo je vodil Scott S. Sheppard z Univerze Havajev. Prvotno so jo označili kot S/2003 J 7. Znana je tudi kot Jupiter XXXIII. Ime je dobila po Evanti, materi gracij iz grške mitologije.
Evanta ima premer okoli 4 km in obkroža Jupiter v povprečni razdalji 20,465.000 km. Obkroži ga v 598,093 dneh po krožnici z veliko izsrednostjo, ki ima naklon tira okoli 143° na ekliptiko oziroma 142° na ekvator Jupitra. 
Njena gostota je ocenjena na 2,6 g/cm3, kar kaže, da je sestavljena iz kamnin. 
Luna izgleda zelo temna. Njen navidezni sij je 22,8 m.